# معماری بومی سواحل خلیج فارس

(معماری بوشهر)

معماری بومی سواحل خلیج فارس منطبق با اقلیم گرم و مرطوب آن است. در این مناطق، مقابله با گرما و رطوبت زیاد هوا و خاک حائز اهمیت فراوان است، لذا برقراری جریان دائمی هوا در بیرون و داخل ساختمان‌ها و ایجاد سایه از ملزومات معماری این مناطق محسوب می‌شود.

## اقلیم گرم و مرطوب حاشیه خلیج فارس
سواحل جنوبی ایران که به وسیله رشته کوه‌های زاگرس از فلات مرکزی جدا شده‌اند، اقلیم گرم و مرطوب کشور را تشکیل می‌دهند. در این مناطق تفاوت دمای هوای سطح خشکی و سطح دریا باعث به وجود آمدن نسیم‌های دریا و خشکی می‌شود؛ ولی این نسیم‌ها به نوار باریک ساحلی محدود می‌شود و هوا در مناطق داخلی، آرام و سرعت باد- در صورتی که وجود داشته باشد-بسیار کم است.
این منطقه در امتداد یک نوار ساحلی باریک و نسبتاً طولانی است که بیش از دو هزار کیلومتر طول آن می‌باشد. از لحاظ اقلیمی این سواحل جزو نواحی گرم و مرطوب محسوب می‌شود؛ که می‌توان از خصوصیات آب و هوایی کرانه به میزان ریزش باران سالیانه بسیار اندک، اغلب بارندگی در فصول پاییز و خصوصاً زمستان است اشاره کرد. هوای بسیار گرم و مرطوب در تابستان و معتدل در زمستان، رطوبت هوا بسیار زیاد در تمام فصول سال، همچنین اختلاف کم درجه حرارت بین شب و روز، شور بودن آب‌های زیرزمینی در اکثر مناطق و نیز پوشش بسیار کم گیاهی از دیگر خصوصیات این مناطق است.

## جغرافیای طبیعی و اقلیم بوشهر
استان بوشهر از نظر پستی و بلندی به دو قسمت جلگه‌ای و کوهستانی تقسیم می‌شود: قسمت جلگه‌ای استان در امتداد خلیج فارس قرار دارد که عرض آن نیز در جهت شمال غربی (ناحیه بندر دیلم) به قسمت جنوب شرقی افزایش می‌یابد و حداکثر به ۱۴۰ کیلومتر در امتداد دره رودمند می‌رسد. جلگه مذکور از رسوبات رودهای دالکی، شاپور، اهرم و مند تشکیل یافته است. قسمت کوهستانی: استان از دو رشته کوه عمده تشکیل می‌شود که درسراسر طول استان به موازات هم امتداد یافته‌اند. با توجه به استقرار استان بوشهر در منطقه فوق حاره‌ای، مهم‌ترین پدیده و فرایند مشهود اقلیمی آن گرمای هواست.
این ناحیه تحت تاُثیر فشار زیاد عرض‌های متوسط قرار دارد و فاقد بارندگی قابل توجه است، ولی فرایند تبخیر آن به علت طولانی بودن فصل گرما شدت بیشتری دارد.

## بافت قدیم بوشهر

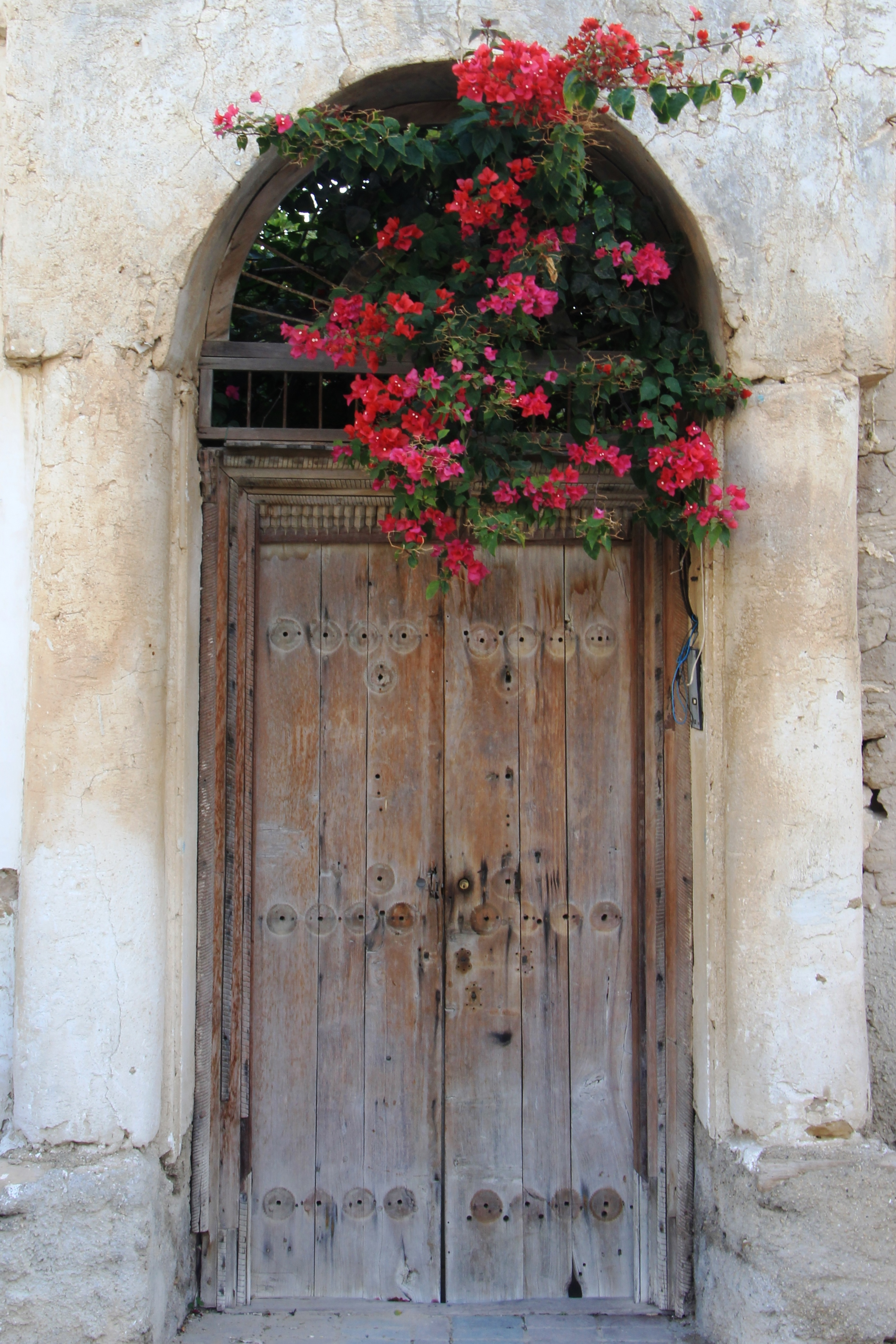
معماری سنتی درب منازل شهر بوشهر

محله قدیم بافت شهری بسیار فشرده و کوچه‌های باریک دارد. نسبت ارتفاع دیوار به عرض کوچه ۱۰ به ۱ است که یکی از دلایل آن نقش تجاری و ارزش زمین در این محدوده است. ساختمان‌های بلند که تقریباً ۱۵ متر می‌باشند در کنار این کوچه‌های باریک سایه دایمی ایجاد می‌کنند و نقش بزرگی در کاهش دمای محیط دارند.
برون‌گرایی و دارا بودن کمترین بدنه‌های مشترک در همسایگی‌ها با هدف بیشترین استفاده از جریان هوا، بافت شهر را به بلوک‌هایی مجزا که هر یک از یک یا چند واحد مسکونی تشکیل شده‌اند تفکیک کرده است. بلوک‌هایی به هم تنیده با شبکه‌ای نامنظم از کوچه‌های متقاطع که از میدان‌ها کوچک بافت عبور کرده و در آخر به دریا می‌رسند.
برای استفاده از نسیم خنک دریا داخل بافت شهری، فضاهای باز اطراف خانه‌ها شکل گرفتند که عامل مؤثری در تقسیم بافت به قطعات کوچکتر می‌باشد. ساختمان‌ها برونگرا هستند که کمترین میزان دیوار مشترک با محله را دارند و بیشترین کوران هوا و بلوک‌های مجزای متشکل از یک یا چند تک بنا را شکل داده است. مسیرهای دسترسی در یک سلسله مراتب متأثر از عوامل اقتصادی، فرهنگی، محیطی، دما، رطوبت، جهت باد و شرایط طبیعی زمین شکل گرفتند.
مهم‌ترین فضاهای شهری در بافت قدیم بوشهر معابر و فضاهای بازهستند که یا در تقاطع معابر قرارگرفته یا به عنوان یک میدان در کنار عناصر عمومی شهری عمل می‌کند. کلیت فضایی بافت قدیم بوشهر در ترکیبی از توده‌های ساختمانی و فضاهای بازبین ساختمان‌ها شکل می‌گیرد. این فضای بازبین ساختمان‌ها، معابر و فضاهای باز محله‌ای- که در پاره‌ای مواقع به مرکز محله تبدیل می‌شود – را شامل می‌شود. فضای حیاط ساختمان‌ها در ترکیب با این فضاهای باز، ترکیب متعادلی از توده و فضا را در این بافت ایجاد می‌کند. شکل‌گیری بلوک‌های ساختمانی به صورت بلوک‌های کوچک تک خانه‌ای یا چند خانه‌ای با معابر متقاطع در اطراف آنهاست.

## ویژگی معماری بومی مناطق گرم و مرطوب
از ویژگی‌های معماری این مناطق قرار دادن ساختمان در سایهٔ کامل و ایوان‌های عریض و سرپوشیده‌ای که هم از نفوذ باران به داخل جلوگیری می‌کنند و هم سایهٔ کاملی بر روی دیوار اتاق‌ها می‌اندازد، است. در مناطق نزدیک به دریا، برای استفاده از نسیم‌های خنک دریا از بادگیرهای بزرگ استفاده شده است. بیشتر ساختمان‌های این مناطق دارای بادگیر هستند؛ ولی در مناطق دور از دریا که کمتر تحت تأثیر نسیم دریا قرار دارند، بادگیرها بسیار کوچک و کوتاه هستند؛ و در بسیاری از مناطق نیز از ساختمان حذف شده است. در این مناطق به دلیل گرما و رطوبت زیاد هوا، میزان تهویه طبیعی اهمیت چندانی ندارد و به همین دلیل، پیش‌بینی‌های لازم در مورد ایجاد کوران در داخل ساختمان به عمل نیامده است.
در شهر بوشهر به دلیل قرار گرفتن در کنار دریا (شکل ۵)، سطح بالای آب‌های زیرزمینی و رطوبت بالا، زیرزمین دیده نمی‌شود و طبقه همکف با فضاهایی مانند آشپزخانه و انبار نقش خدماتی دارد، در حالی که طبقه اول و دوم بیشتر نقش مسکونی دارند. مزیت دیگر طبقات بالاتر، تهویه آسان‌تر است و پنجره‌ها در این طبقات از دید عابرین حفظ می‌شوند که خلوت آن‌ها را حفظ می‌کند.
اگر شرایط حرارتی هوا به گونه‌ای باشد که بتوان از تهویه طبیعی در کنترل و کاهش دمای داخلی استفاده کرد، آنگاه؛ ضرورت ایجاد کوران مؤثر در منطقه‌ای که افراد حضور دارند، ایجاب می‌کند که تمام اتاق‌های ساختمان دارای قسمت‌های بازشو، در یا پنجره، در منطقهٔ فشار و مکش باشند یا اتاق‌هایی که فقط در قسمت‌های پشت به باد یا رو به باد پنجره دارند، به وسیله بازشوهای بزرگ فقط به اتاق‌هایی راه داشته باشند که در منطقه عکس فشار خود هستند.

## جهت‌گیری بنا
بافت شهر و کوچه‌های طویل آن غالباً رو به جهت دریا دارند و همچنین وجود ساختمان‌های مرتفع که ارتفاع بعضی از آن‌ها بیش از ۱۵ متر است، در مجاور این کوچه‌های باریک، باعث ایجاد سایه دایم بر روی این معابر می‌شود و در کاهش دمای محیط بسیار مؤثر است. در نتیجه عبور و مرور در این مسیرها در زیر سایه ابنیه بلند و استفاده از نسیم ملایم بین دریا و خشکی، بدون احساس گرمای بسیار زیاد، میسر می‌باشد.
فرم ویژه بافت قدیم بوشهر در دریا سبب شکل‌گیری و جهت‌گیری معابر اصلی رو به دریا جهت فراهم نمودن نفوذ جریان باد به درون بافت شده است. هر چند که جهت‌گیری بلوک‌های ساختمانی در مقابل تابش آفتاب جهت جذب کمترین تابش از عوامل اساسی بوده و عمده ساختمان‌ها در بوشهر کشیدگی شرقی – غربی دارند، اما این موقعیت مکان‌یابی و جهت‌های چندگانه باد سبب شکل‌گیری بلوک‌ها در جهات مختلف شده است.

## شکل و فرم بنا
خصوصیات کلی فرم بنا در این مناطق این است که ساختمان‌ها به صورت حیاط مرکزی و نیمه درون گراست، حداکثر استفاده از سایه و کوران هوا، ارتفاع زیاد اتاق‌ها و پنجره‌های بلند و کشیده، ایوان‌های وسیع مرتفع، عدم وجود زیرزمین و طاق‌های مسطح می‌باشد.
در مناطق گرم و مرطوب به دلیل شدت زیاد تابش آفتاب در سمت شرق و غرب، فرم ساختمان باید کشیده باشد و به شکل مکعب مستطیلی در امتداد شرقی- غربی درآید. این فرم، از نظر ایجاد کوران در داخل ساختمان و کاهش رطوبت هوای داخلی نیز بسیار مناسب است. اگر در این مناطق ساختمان در سایهٔ کامل قرار گیرد، پلان آن می‌تواند آزاد و باز باشد.

## فضاهای عملکردی در معماری این مناطق
فضاها و عناصر معماری در بافت قدیم بوشهر کارکردی پیوسته با فضاهای شهری و جریان باد دارد. بازبودن اطراف بنای معماری به فضای عمومی جهت استفاده از حداکثر استفاده جریان باد در کنار یک حیاط کوچک خصوصی، بافتی هم برونگرا و هم درونگرا را در بوشهر ایجاد می‌کند.
حیاط هسته مرکزی؛ فضایی با نظم هندسی، درون نگر، مستقل، محوری و مرکزی، سر گشوده و رو به آسمان است. ابعاد حیاط تابع اندازه زمین و تناسبات آن، متناسب با تعداد و نوع اتاق‌هایی است که پیرامون آن، ساخته می‌شود. حوض و باغچه به شکل ویژه خویش در حیاط خانه بوشهری حضور ندارد؛ ولی غالباً نخل، موز و مرکبات به خاطر زیبایی خاص خود در داخل خانه‌ها کاشته می‌شود.
اتاق فضایی با نظم هندسی و متکی به حیاط است. با وجود اینکه به تنهایی فضایی مستقل با شالوده‌ای هندسی است، اما از یک ضلع به نور، آب، هوا و گیاهان درون حیاط وابسته و متوجه است. در بوشهر اتاق فضایی است محصور و مسقف که کلیه فعالیت‌های زندگی در آن صورت می‌گیرد. اتاق‌ها بر مبنای سازماندهی کل فضاها و تقسیم آن به تابستان و زمستان‌نشین شکل گرفته است. ارتفاع دادن به خانه، جهت رسیدن به مسیر حرکت بادهای مناسب سبب شده است که اغلب اتاق‌های تابستان‌نشین در طبقات بالا و اتاق‌های زمستان‌نشین در طبقه همکف یا کمی پایین‌تر از سطح حیاط قرار گیرد. اتاق زمستانی، اتاق کوچکی با تعداد کمی بازشو است که گودی آن در سطح زمین بسته بودن آن از چند جهت باعث گرم شدن سریع آن می‌شود.
پنجره‌های عمومی بافت قدیم بوشهر در ترکیبی از مستطیل‌هایی با مقیاس ۲/۱ و ۳/۱ و نیم دایره‌ای که دارای تقسیمات شعاعی است شکل می‌گیرد. نوع تزیینات در نیم دایره بالای پنجره متفاوت بوده و از شیشه‌های رنگی متنوع استفاده می‌شود. درروی برخی پنجره‌ها کرکره‌های چوبی یا پرده‌های حصیری قرار می‌گیرد.

## ویژگی‌ها
برخی از ویژگی‌های معماری بومی این مناطق را که همسازی خوبی با شرایط اقلیمی دارند می‌توان به صورت زیر خلاصه نمود:

### تراکم
تراکم ساختمان‌ها به دلیل رطوبت زیاد هوا و خاک کم است و منفرد بودن ساختمان‌ها امکان گردش هوا را در پیرامون آن‌ها فراهم می‌کند.

### معماری بومی
معماری بومی این منطقه نیز مانند سایر مناطق شهری ایران دارای ساختمان‌هایی با حیاط مرکزی است، ولی در اکثر موارد طبقهٔ همکف به فضاهای خدماتی اختصاص یافته و فضاهای زندگی به طبقهٔ دوم یا سوم منتقل شده که از بادکوران مناسب تری برخوردار است. به این منظور اتاق‌های طبقات بالا، که از دو سمت حیاط و کوچه به فضای بازدید دارند، دارای بازشو‌هایی در هر دو جبهه هستند تا امکان بهر مندی کامل از کوران هوا را داشته باشند.

### بادگیر
استفاده از بادگیرهای رو به ساحل برای برخورداری هر چه بیشتر از نسیم‌های دریا در برخی از نقاط این اقلیم مانند بندر لنگه رایج است؛ و با فاصله گرفتن از دریا از تعداد باد گیرها کاسته می‌شود.

### ارتفاع اتاق‌ها
ارتفاع دیوار اتاق‌ها زیاد است تا هوای زیادی را در خود جای دهد، از یک طرف به دلیل حجم زیاد، هوا به سرعت گرم نمی‌شود و از طرف دیگر هوای گرم به زیر سقف صعود می‌کند و به وسیله پنجره‌های کوچک که زیر سقف یا بالای دیوارها وجود دارد، تهویه می‌گردد و هوای قسمت پایین اتاق خنک باقی می‌ماند.

### بازشوها
پنجره‌ها و بازشوها نسبتاً باریکند. برای برقراری کوران بهتر در اتاق‌ها، سوراخ‌هایی در بالا و پاین آن‌ها تعبیه شده تا کمترین گرما به داخل نفوذ کند و هوای اتاق در مجاورت سطح زمین خنک شود. در مواردی نیز ابعاد بازشو بزرگ است و در عوض بدنهٔ آن با شبکه‌ای چوبی یا آجری پوشیده شده است که ضمن ایجاد سایه امکان کوران هوا را فراهم می‌کند.

### ایوان‌ها
در مقابل اتاق‌ها، ایوان‌های بزرگ و عمیق با ارتفاع زیاد قرار دارند که در اکثر مواقع سال که هوا گرم است مورد استفاده قرار می‌گیرند و بیشترین فعالیت‌های روزانه در آن صورت می‌گیرد.

### سقف خانه‌ها
سقف خانه‌ها عموماً صاف است و شب‌ها برای فعالیت‌های شبانه و خواب مورد استفاده قرار می‌گیرد، به همین دلیل پشت بام دارای جان پناه بلند و مشبک هستند که ضمن فراهم کردن محرمیت لازم، مانع کوران هوا نشوند.

### مصالح دیوار
مصالح دیوار از خشت یا آجر و مصالح سقف غالباً از چوب است. وجود ایوان‌های عمیق در جلوی اتاق‌ها و جان پناه‌های مشبک روی بام‌ها، سایهٔ مناسب را برای حیاط و روی دیوارها فراهم می‌نماید.

### سقف‌های کاذب
استفاده از سقف‌های کاذب برای ایجاد سایه روی سقف و برقراری کوران هوا در فضای بین دو سقف، راه حل دیگری برای کاهش نفوذ گرمای بیرون به درون بنا می‌باشد.

### کاهش گرما
برای کاهش گرمای بازتابی خورشید از زمین به ساختمان، محوطه‌های مجاور بنا با فضای سبز و باغچه پوشیده شده است. فضای سبز و باغچه با تابش خورشید گرم نشده و در نتیجه گرما را نیز به داخل بنا انتقال نمی‌دهد.

### ناودان‌ها و آبروها
به دلیل باران‌های سیل آسا که به ندرت، ولی با شدت زیادی می‌بارد، سقف‌های صاف دارای ناودان و آبروهای مناسبی است که امکان تخلیهٔ سریع آب باران را به درون باغچه یا حیاط فراهم می‌کند.